# Johann Jakob Buxtorf
Johann Jakob Buxtorf (* 4. September 1645 in Basel; † 4. April 1704 ebenda) war ein Schweizer reformierter Theologe und Orientalist.
Er war der Sohn von Johann Buxtorf dem Jüngeren und studierte ab 1659 in Basel Theologie. 1664 erhielt nach dem Tod seines Vaters den frei gewordenen Lehrstuhl der Hebräischen Sprache an der Universität Basel. Er wurde jedoch umgehend beurlaubt und machte von 1665 bis 1669 eine Studienreise durch Frankreich, die Niederlande, England und Deutschland. Nach der Rückkehr arbeitete er wieder an der Universität Basel, der er zweimal als Rektor vorstand.
Buxtorf gab Schriften seines Grossvaters Johann Buxtorf dem Älteren heraus, publizierte jedoch kaum eigene Werke. In seinem handschriftlichen Nachlass finden sich zahlreiche Übersetzungen rabbinischer Schriften. Seine Bibliothek wurde von der Universitätsbibliothek Basel übernommen.
Nachfolger auf der Professur für hebräische Sprache wurde sein Neffe Johann Buxtorf.